# Léopold Leau

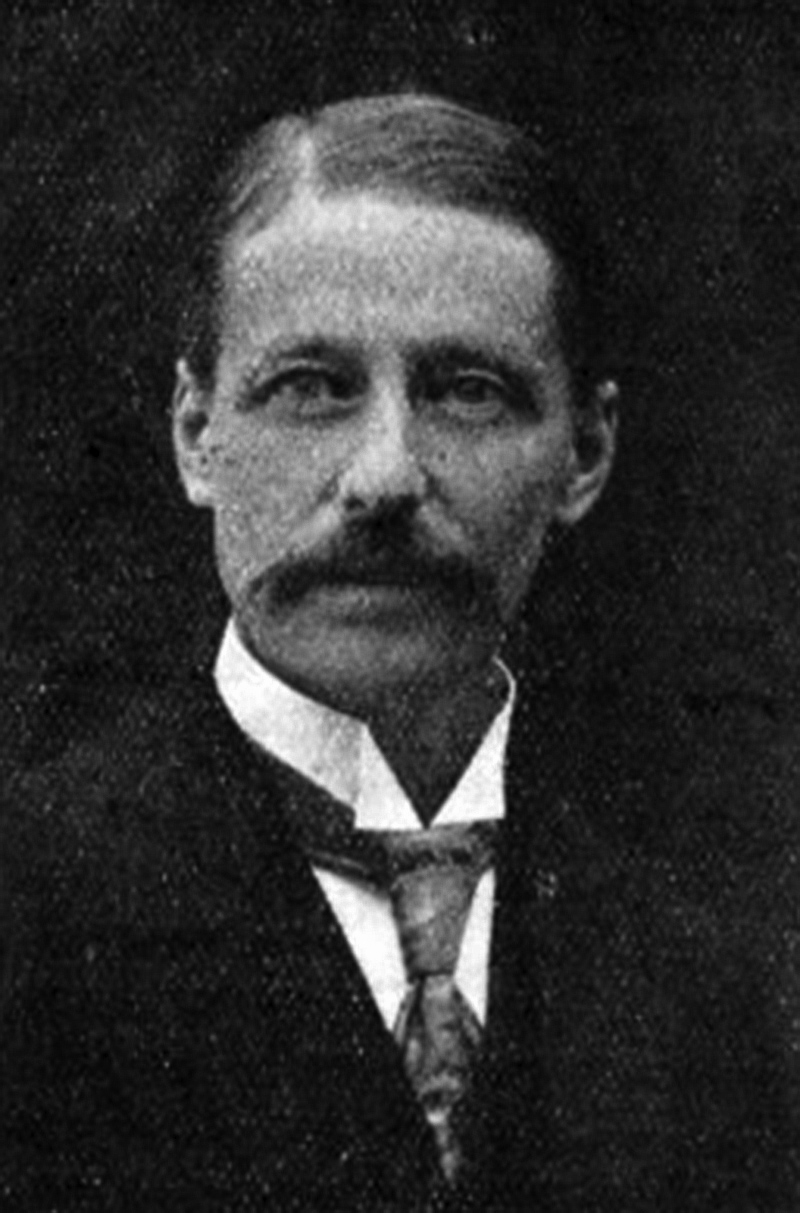
Léopold Leau

Léopold Leau (* 6. April 1868; † 28. Dezember 1943) war ein französischer Mathematiker.
Leau studierte an der École normale supérieure in Paris und promovierte dort im April 1897. Später war er Professor an der Universität Nancy. Dort war er 1931–34 Dekan der Faculté des Sciences.
In seiner Dissertation untersuchte Leau unter anderem das Iterationsverhalten holomorpher Funktionen in der Umgebung eines rational indifferenten Fixpunkts. Seine Resultate sind heute unter dem Namen (Leau-Fatou) Flower Theorem bekannt. Sie spielen in der Komplexen Dynamik eine wichtige Rolle.
Leau initiierte am 17. Januar 1901 die Delegation zur Annahme einer internationalen Hilfssprache und engagierte sich auch im Folgenden für Plansprachen. Mit Louis Couturat verfasste er eine Geschichte der Universalsprachen.